# 石嫣
石嫣（1982年—），河北保定人，国际社区支持农业联盟联合主席，创办了中国第一家社区支持农业农场。

## 生平
1982年，出生于今河北省保定市。2002年，进入河北农业大学学习。2006年，进入中国人民大学以硕博连读的模式就读农村发展专业。2008年4月至10月，因中国人民大学农村与发展学院和国际农业贸易与政策研究所的合作协议，被派往美国明尼苏达州西南部一农场学习。后曾进入清华大学人文与社会科学学院担任博士后。2009年4月，在北京凤凰岭脚下一块20亩的土地上，创办小毛驴农场。2011年10月，与同为温铁军学生的程存旺在农场成婚。2012年，创办分享收获（北京）农业发展有限公司。2012年8月29日，社区支持农业"分享收获"开始给会员配送蔬菜。2016年3月16日，当选2016年“全球青年领袖”。2018年，当选为国际社区支持农业联盟联合主席。